# Zoram
Zoram is een persoon uit het Boek van Mormon, het heilige boek van de Mormonen. Hij was de bediende van Laban, een vooraanstaand man in Jeruzalem.
Nephi, vermomd als Laban, werd door Zoram gebracht naar de schatkamer van Laban. Nephi, sprekend met de stem van Laban, (1 Nephi 4:20) beval Zoram om de koperen platen, die de kronieken van de Joden bevatten (1 Nephi 3:3) aan zijn broers te geven. Zoram, denkende dat hij over de kerkbroeders sprak (1 Nephi 4:26), nam de platen en bracht ze naar waar de broers van Nephi wachtten.
Toen Zoram de waarheid begreep, werd hij bang, maar Nephi overtuigde hem om niets te vrezen. Zoram zwoer samenwerking en kreeg toestemming om met Nephi en zijn broers mee te trekken.
Later na de zeereis naar Amerika werd het nageslacht van Zoram de Zoramieten genoemd.
Afgezien van het Boek van Mormon is er geen historisch bewijs voor het bestaan van Zoram. Door sommigen wordt wel gesteld dat Zoram dezelfde persoon is als de Perzische profeet Zarathustra.